# Zoom (canción de Soda Stereo)
«Zoom» es una canción compuesta por Gustavo Cerati e interpretada por Soda Stereo. Fue incluida en el álbum de estudio Sueño Stereo del año 1995, siendo el segundo corte promocional de la placa. Es una de las canciones más conocidas del grupo y uno de sus mayores éxitos a nivel internacional.
«Zoom» logró el puesto 129.º de las 500 mejores canciones del rock iberoamericano por Al Borde en el año 2006.

## Letra
La letra, utilizando el recurso de la metáfora, habla sobre el deseo de un hombre sobre una mujer y la descripción de las fantasías que este posee.
Dicho por el propio Gustavo en entrevistas, la canción hace referencias a la pornografía en frases como, «todos somos adictos», «estos juegos de artificio», «lo que seduce nunca suele estar», «dame un zoom» (en relación con que en estas películas solo hay zums) y otras frases donde se esconde metafóricamente y en cierto sentido explícitamente este contenido.

## Música
La música de esta canción es simple, comienza por un sonido de batería cuadrado, y luego Charly Alberti le introduce un patrón de batería, seguido del bajo, interpretado por Zeta Bosio. Gustavo Cerati empieza a recitar el primer verso de la canción en el minuto 0:32 y luego, en el minuto 1:17, Cerati introduce la guitarra acústica, que suena en tono de Mi mayor, junto con el segundo verso. En el minuto 1:58, Bosio introduce la armónica para que más tarde un solo de teclado determine el puente de la canción. El final se caracteriza por acabar con la armónica y un golpe en la batería. Durante toda la canción suena el riff de armónica, las guitarras y los claps de la batería de la canción «New York Groove» de la banda británica de glam rock Hello y compuesta por Russ Ballard, como también un sample de la banda Sparks de la canción «This Town Ain't Big Enough for Both of Us», donde se puede apreciar el órgano que caracteriza a la canción.

## Personal
- Gustavo Cerati: voz, guitarra electroacústica y sampler.
- Zeta Bosio: bajo, sampler y armónica.
- Charly Alberti: batería.

## Video
El video de la canción fue grabado en las afueras del Planetario Galileo Galilei de Buenos Aires, y se puede ver a lo largo del video a varios adolescentes besándose por el parque y a los integrantes de la banda tocando. Fue realizado por el chileno José Muriente.

## Uso en los medios
«Zoom» fue utilizado en el comercial chileno de VTR el año 2005 para la introducción del servicio VTR On Demand.

## Versiones
- En la mayoría de las presentaciones en vivo ha sido interpretada unida a «Cuando pase el temblor», cuando termina «Zoom» comienza inmediatamente la canción «Cuando pase el temblor», por ejemplo en el álbum Comfort y música para volar o en la Gira Me Verás Volver.
- Cuando se le entregó el Premio Personalidad del Año en el 2008 a Soda Stereo, Leo García, quien acompañó al grupo en la gira Me Verás Volver tocando la guitarra, realizó un cover de la canción.
- La agrupación mexicana de tecno-pop Moenia, utilizó la base instrumental de «Zoom» como referencia musical en la reinterpretación de su canción «No importa que el sol se muera».[4]
- En 2014, la cantante y compositora de Chile Camila Moreno, realizó una versión de esta canción. Fue incluida en el disco tributo Te veré volver.